# 周漢国公主
周漢国公主（しゅうかんこくこうしゅ、淳祐元年（1241年）- 景定3年7月16日（1262年8月2日））は、南宋の理宗の娘。

## 生涯
理宗の一人娘である。南宋の皇女で幼少期に夭折せずに成長したのはこの皇女のみであり、理宗に特に可愛がられた。生母の賈貴妃が早世したため、理宗は閻貴妃に養女として育てさせた。
15歳で30歳の状元の周鎮炎と縁組したが、公主は周鎮炎の容貌が気に入らなかったので、その婚約を取りやめた。18歳に周国公主に封ぜられ、楊太后の從孫の楊鎮に降嫁した。開慶元年（1259年）、周漢国公主に加封された。理宗は時々娘に会いたいと思って、閣道を建て皇居と公主府をつなぐ、皇帝はかごに乗って何人かの宮女、閻貴妃を連れて府第に公主を見舞いに行った。
景定3年7月庚午（1262年8月2日）、子がいないまま22歳にて早世した。端孝の諡号が贈られた。

## 伝記資料
- 『宋史』巻248 列伝第7